# Bydgoski Festiwal Operowy

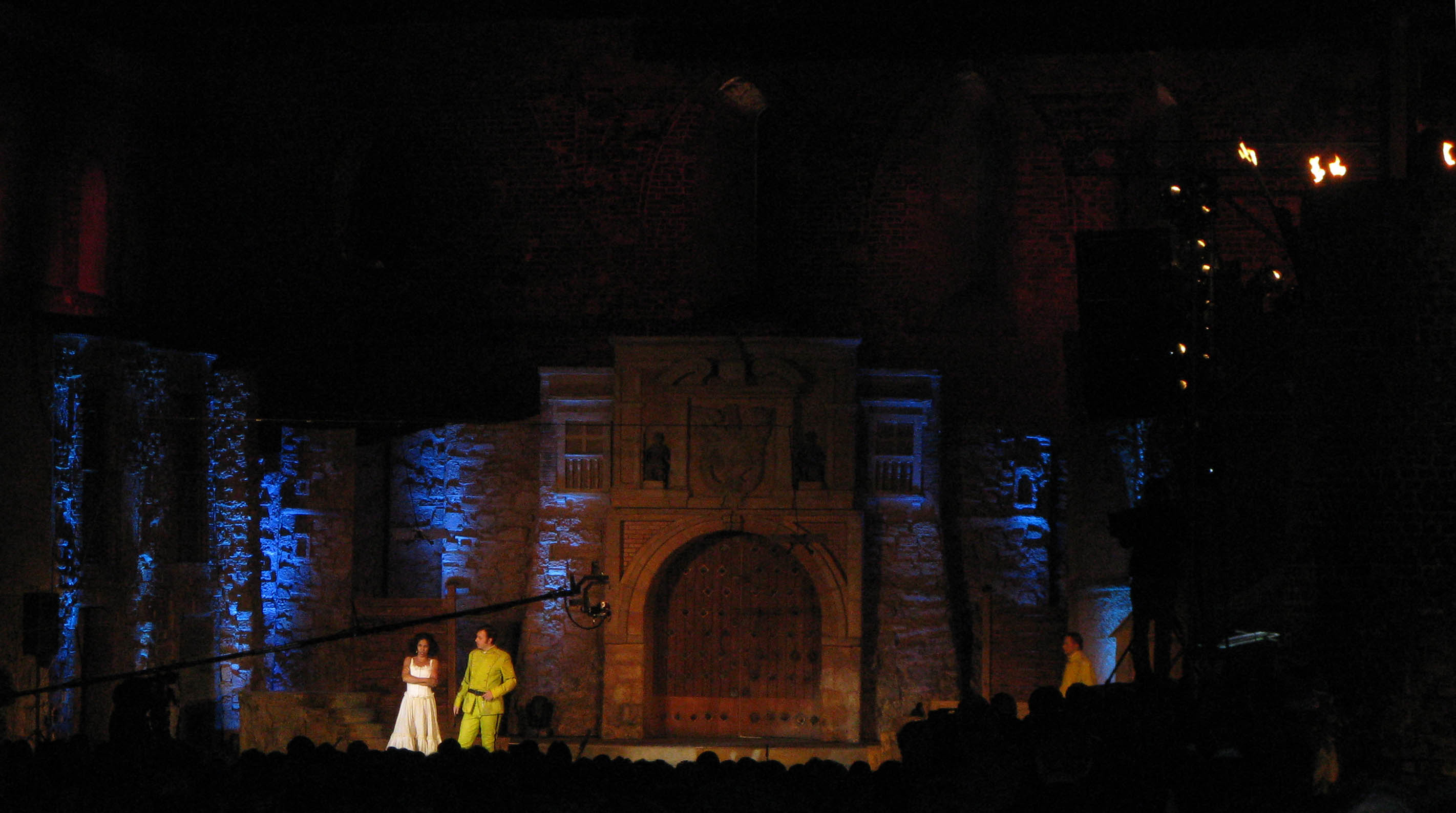
Carmen spektakl plenerowy w wykonaniu zespołu Opery Nova

Bydgoski Festiwal Operowy – coroczna impreza kulturalna, przegląd sztuki operowej i baletowej w Bydgoszczy.

## Charakterystyka
Festiwal Operowy w Bydgoszczy jest największym polskim przeglądem różnorodnych gatunków muzycznych z dziedziny: opery, operetki, musicalu oraz baletu: klasycznego i nowoczesnego. Poszczególne teatry operowe prezentują swoje aktualne dokonania artystyczne. Przyjęto, że obok czołówki polskich scen zaprasza się przynajmniej jednego gościa zagranicznego. Gospodarz imprezy – Opera Nova – na inaugurację festiwalu przygotowuje nową premierę. Festiwal odbywa się corocznie w porze wiosennej: kwietniu lub maju.
Do 2011 r. w Bydgoskich Festiwalach Operowych występowała większość polskich teatrów operowych (Warszawa, Łódź, Poznań, Kraków, Gdańsk, Wrocław), a także renomowane zagraniczne zespoły operowe z Ukrainy (Ukraińska Opera Narodowa, Lwowski Teatr Opery i Baletu), Litwy, Łotwy, Bułgarii (Sofijska Opera Narodowa), Rosji (Moskiewska Opera Kameralna, Akademicki Teatr Baletu Askolda Makarowa z St. Petersburga), Belgii, USA, Korei, Hiszpanii, Szwecji, Francji i innych krajów.
Budżet festiwalu zapewniają subwencje przekazywane przez Urząd Marszałkowski Województwa Kujawsko-Pomorskiego, Miasto Bydgoszcz, Ministerstwo Kultury i Dziedzictwa Narodowego oraz sponsorów.
Festiwalowi towarzyszą wystawy, przegląd filmów muzycznych na DVD oraz Operowe Forum Młodych będące przeglądem oper kameralnych w wykonaniu studentów polskich i zagranicznych uczelni muzycznych.

## Historia
Bydgoski Festiwal Operowy narodził się w 1994 r. „z desperacji” artystów, którzy nie mogli doczekać się wykończenia gmachu Opery Nova, budowanego od 1973 r. W latach 80. w obliczu obcięcia funduszy przeznaczanych na kulturę, zaprzestano prac w budynku. Gdy w 1993 r. pojawiło się kolejne zagrożenie kontynuacji prac budowlanych, narodził się pomysł zorganizowania w surowym gmachu Bydgoskiego Festiwalu Operowego. Jednym z celów tej inicjatywy miało być zwrócenie uwagi społeczeństwa, a w szczególności decydentów na inwestycję, przecięcie dyskusji na temat pozakulturalnego przeznaczenia budynku oraz zdobycie środków na jego ukończenie.
I Bydgoski Festiwal Operowy odbył się w dniach 17 do 30 kwietnia 1994 r. Na scenie na wpół surowego gmachu prezentowały się najlepsze zespoły operowe Polski – Teatr Wielki z Poznania, Łodzi i Warszawy, Warszawska Opera Kameralna, gospodarze Opera Nova w Bydgoszczy oraz Teatr Baletu Askolda Makarowa z St. Petersburga. Wszystkie przedstawienia odbyły się w surowej scenerii nieotynkowanych ścian, zaś na widowni ustawiono 500 drewnianych krzeseł wypożyczonych przez wojsko. Poczucie uczestnictwa w niecodziennym wydarzeniu udzieliła się artystom i publiczności, tworząc aurę podniosłego święta, muzycznego misterium, stając się jednym z głównych atutów imprezy. Cel Festiwalu został osiągnięty – przerodził się w operowe święto, jedną z wizytówek kulturalnych Bydgoszczy oraz przerwał 20-letnią niemoc w budowie kompleksu operowego.
Zainteresowanie kolejnymi edycjami Festiwalu przewyższało oczekiwania organizatorów. Bilety wyprzedawano na długo przed rozpoczęciem imprez. Dzięki dużym możliwościom, jakie gwarantowała nowa scena bydgoskiej Opery, możliwe było sprowadzanie wielkich produkcji operowych i baletowych. Przykładami tego typu spektakli były m.in.: „Makbet” G. Verdiego w wykonaniu zespołów Teatru Wielkiego w Warszawie (II BFO 1995), „Moc przeznaczenia” przedstawiona przez Teatr Wielki w Poznaniu (VIII BFO 2001), opera „Borys Godunow” M. Musorgskiego w wykonaniu Opery Narodowej z Kijowa (III BFO 1996) i „Turandot” G. Pucciniego, zaprezentowana przez Operę Nova na inauguracji III BFO. Po raz pierwszy w Bydgoszczy przedstawiono m.in. balet „Spartakus” A. Chaczaturiana, w wykonaniu Akademickiego Wielkiego Teatru Baletu Republiki Białorusi z Mińska (II BFO 1995), spektakl „Kopciuszek” S. Prokofiewa, który zatańczył Królewski Balet z Antwerpii (VI BFO 1999), „Coppelia” L. Delibesa w wykonaniu Łotewskiej Opery Narodowej z Rygi (VII BFO 2000). Tańczyły również zespoły z Chicago (VII BFO 2000) i Gullberg – Ballet Matsa Eka ze Szwecji z nowoczesną choreografią „Śpiącej królewny” P. Czajkowskiego (VIII BFO 2001).
Z powodu pandemii koronawirusa COVID-19, 27 Bydgoski Festiwal Operowy w 2020 nie odbył się, podobnie 28 edycja, przesunięta pierwotnie na czerwiec 2021, została przeniesiona na rok 2022.